# لجنة الأمم المتحدة المعنية بالموارد المائية
لجنة الأمم المتحدة المعنية بالموارد المائية هي آلية وضعتها الأمم المتحدة, وتم التصديق عليها عام 2003 كآلية لمتابعة لمؤتمر القمة العالمية للتنمية المستدامة. وتهدف هذه اللجنة إلى تقديم الدعم للدول في الجهود التي تبذلها من أجل المياه لتحقيق المرامي الإنمائية للألفية.
تعمل لجنة الأمم المتحدة المعنية بالموارد المائية على تعزيز التعاون والتنسيق بين وكالات الأمم المتحدة التي تعمل في جميع النواحي المتعلقة بـ الماء العذب وتطهير المياه. ويضم ذلك مصادر المياه من المسطحات المائية ومصادر الماء الجوفي والحدود بين الماء العذب ومياه البحر والكوارث المتعلقة بالمياه. وتهدف لجنة الأمم المتحدة المعنية بالموارد المائية إلى تعزيز التعاون بين الجهات الحكومية المختصة ومنظمات التنمية. كما أن هذه اللجنة مسؤولة عن يوم الماء العالمي بالإضافة إلى عقد المياه من أجل الحياة التابع للأمم المتحدة.

## الأنشطة
البرامج
تشتمل لجنة الأمم المتحدة المعنية بالموارد المائية على أربعة برامج خاصة, لكل منها خطة عمل خاصة وميزانية ووكالة تنفيذية لتنسيق الأعمال:
- البرنامج العالمي لتقييم الموارد المائية (WWAP) http://www.unesco.org/water/wwap
- برنامج عقد التوعية والإعلام في لجنة الأمم المتحدة المعنية بالموارد المائية (UNW-DPAC) والذي طبقه العقد الدولي للعمل , «عقد المياه من أجل الحياة» 2005-2015(UNW-IDfA)http://www.un.org/waterforlifedecade
- برنامج عقد تنمية القدرات في لجنة الأمم المتحدة المعنية بالموارد المائية (UNW-DPC) http://www.unwater.unu.edu نسخة محفوظة 16 أكتوبر 2007 على موقع واي باك مشين.
- برنامج المراقبة المشتركة للموارد المائية وتطهير المياه (JMP) بين منظمة الصحة العالمية (WHO) واليونيسيف http://www.wssinfo.org نسخة محفوظة 16 فبراير 2008 على موقع واي باك مشين.

تقارير ونشرات
تقوم لجنة الأمم المتحدة المعنية بالموارد المائية بإصدار ثلاثة تقارير أساسية دورية حول الموارد المائية:
- تقرير الأمم المتحدة لتنمية المياه في العالم http://www.unesco.org/water/wwap/wwdr
- برنامج المراقبة المشتركة للموارد المائية وتطهير المياه http://www.wssinfo.org/en/welcome.html نسخة محفوظة 16 فبراير 2008 على موقع واي باك مشين.
- التقييم العالمي لتطهير المياه ومياه الشرب (GLAAS) http://www.who.int/water_sanitation_health/glaas/en/

فريق المشروع
تشتمل لجنة الأمم المتحدة المعنية بالموارد المائية أيضًا على فرق مشروع خاصة لأمور مثل تغير المناخ والجندر والمياه والمياه العابرة للحدود والمراقبة (تضم المؤشرات والتقارير) والتنسيق على مستوى الدول وتطهير المياه.
يوم الماء العالمي
تختص لجنة الأمم المتحدة المعنية بالموارد المائية بتنسيق يوم الماء العالمي والتخطيط له، والذي يتم الاحتفال به يوم 22 مارس من كل عام.

## أعضاء وشركاء لجنة الأمم المتحدة المعنية بالموارد المائية
تتألف اللجنة من ممثلي 26 منظمة تابعة للأمم المتحدة والتي تختص بمشكلات المياه و17 منظمة أخرى من خارج الأمم المتحدة والتي تعد شريكة للجنة.
الأعضاء
CBD - اتفاقية التنوع البيولوجي التابعة للأمم المتحدة
FAO - منظمة الأغذية والزراعة التابعة للأمم المتحدة
IAEA - الوكالة الدولية للطاقة الذرية
IFAD - الصندوق الدولي للتنمية الزراعية
UNICEF - يونيسيف - منظمة الأمم المتحدة للطفولة
UNCTAD - مؤتمر الأمم المتحدة للتجارة والتنمية (أونكتاد)
UNCCD - اتفاقية الأمم المتحدة لمكافحة التصحر
UNDESA - إدارة الشئون الاقتصادية والاجتماعية التابعة للأمم المتحدة
UNDP - برنامج الأمم المتحدة الإنمائي
UNECA - اللجنة الاقتصادية لإفريقيا التابعة للأمم المتحدة
UNECE - اللجنة الاقتصادية لأوروبا التابعة للأمم المتحدة
UNECLAC - اللجنة الاقتصادية لأمريكا اللاتينية ومنطقة الكاريبي التابعة للأمم المتحدة
UNESCAP - اللجنة الاقتصادية والاجتماعية لآسيا والمحيط الهادئ التابعة للأمم المتحدة
UNESCWA - اللجنة الاقتصادية والاجتماعية لغرب آسيا التابعة للأمم المتحدة
UNESCO - منظمة الأمم المتحدة للتربية والعلوم والثقافة
UNEP - برنامج الأمم المتحدة للبيئة
UNFCCC - اتفاقية الأمم المتحدة المبدئية بشأن التغير المناخي
UN-Habitat - برنامج الأمم المتحدة للمستوطنات البشرية
UNHCR - المفوضية العليا للأمم المتحدة لشئون اللاجئين
UNIDO - منظمة الأمم المتحدة للتنمية الصناعية
UNISDR - العقد الدولي للحد من الكوارث الطبيعية
UNU - جامعة الأمم المتحدة
البنك الدولي - البنك الدولي
WHO - منظمة الصحة العالمية
WMO - المنظمة العالمية للأرصاد الجوية
UNWTO - منظمة السياحة العالمية
الشركاء
Aquafed - الاتحاد الفيدرالي الدولي لشركات المياه الخاصة
الاتفاق العالمي
GWP - منظمة الشراكة العالمية للمياه
IAH - الاتحاد الدولي لاختصاصيي الجيولوجيا المائية
IAHS - الاتحاد الدولي لعلوم الجيولوجيا المائية
ICID - اللجنة الدولية للري والصرف
IWA - الاتحاد العالمي للمياه
IWMI - المعهد الدولي لإدارة المياه
PSI - الاتحاد الدولي للخدمات العامة
رامسار- اتفاقية رامسار للمناطق الرطبة
SIWI - معهد ستوكهولم الدولي للمياه
UNSGAB - المجلس الاستشاري للأمين العام للأمم المتحدة للماء والتطهير
WSSCC - المجلس التعاوني للموارد المائية وتطهير المياه
WBCSD - المجلس العالمي للأعمال التجارية من أجل التنمية المستدامة
IUCN - الاتحاد العالمي للحفاظ على الطبيعة
WWC - مجلس المياه العالمي
WWF - الصندوق العالمي للطبيعة